# اهوایلر
اهوایلر (به آلمانی: Ehweiler) یک شهر در آلمان است که در Kusel واقع شده‌است. اهوایلر ۱۷۷ نفر جمعیت دارد.